# Eksperiment kognitivne disonance
Kognitivna disonanca je sposobnost osobe da istovremeno ima dva ili više mišljenja ili uverenja koji su logički ili psihološki nedosledni. Disonanca je neusaglašenost, a u običnom jeziku može se nazvati i frustracijom ili nedostatkom ravnoteže.
Kognitivna disonanca je mentalni proces, koji se javlja kada su neka dva stava/razmišljanja u međusobnom konfliktu. Sistem teži da ispravi tu grešku i prihvata jedan stav da bi se vratio u ravnotežu. Socijalni pritisak može uticati na to da se prihvati stav/razmišljanje koji se u suštini ne slaže. Ovaj mentalni proces u većini slučajeva nije nimalo ugodan.

## Zašto dolazi do ovakvih situacija?
Postoje mnogi razlozi i mnoge moguće situacije u kojima će se lični stavovi suprotstaviti samoj situaciji i ljudskom reagovanju u datoj situaciji. Ljudi jako često rade stvari zato što je to stav firme ili porodice, iako osećaju da se sa takvim ponašanjem ne slažu. Često se nalaze u situacijama koje nisu sasvim jasne i primorani su da ih tumače kako najbolje mogu. U takvim situacijama dolazi do brzih rešenja. U današnje vreme ”brzog življenja” takvih je situacija mnogo.
Jedan od najznačajnijih psihologa koji se bavio pojavom kognitivne disonance bio je Leon Festinger. Festingerov rad iz 1957. godine objedinio je postojeću literaturu o uticaju i društvenoj komunikaciji u okviru teorije kognitivne disonance. Festinger opisuje osnovne hipoteze kognitivne disonance na sledeći način: 
1. Postojanje disonance (ili nedoslednosti), psihološki neugodno, motiviše osobu da pokuša da smanji disonancu i postigne saglasnost [ili konzistentnost].
2. Kada je prisutna disonanca, pored toga što pokušava da je smanji, osoba će aktivno izbegavati situacije i informacije koje bi disonancu verovatno povećale.

Smanjenje disonance se može postići promenom akcija, ili selektivno sticanjem novih informacija ili mišljenja. Festinger i James M. Carlsmith objavili su svoj klasični kognitivni eksperiment disonance 1959. godine.
Leon Festinger bio je uticajni socijalni psiholog, najpoznatiji po svojoj teoriji kognitivne disonance i teoriji socijalnog poređenja. Bio je pod uticajem Kurta Levina, a kao osnovnu metodu u svojom socio-psihološkim studijama koristio je eksperiment, ne umanjujući značaj autentičnih životnih situacija. 
Festinger je poznat po unapređivanju upotreba laboratorijskih eksperimenata u socijalnoj psihologiji, mada je istovremeno ukazivao na važnost proučavanja realnih situacija, princip koji je možda korišćen kod ličnog upadanja u paganski kult. Takođe je poznat i po efektu blizine u teoriji socijalne mreže. Uprkos njegovoj nadmoći u socijalnoj psihologiji, Festinger je prešao na istraživanje virtuelne percepcije 1964. godine, posle na arheologiju i istoriju od 1979.godine do njegove smrti 1989. godine.

## Teorija kognitivne disonance
Tek je nedavno došlo do nekih eksperimentalnih radova vezanih za pitanje o tome šta se dešava sa osobom ukoliko je ona primorana da uradi nešto što je suprotno njegovom mišljenju ili volji.
Dva eksperimenta koja su izveli Janis i King (1954, 1956) jasno su pokazala da se, barem pod nekim uslovima, to mišljenje menja kako bi se uskladilo sa tom promenom koju je osoba bila primorana da uradi. Konkretno, oni su pokazali da ako je osoba prisiljena da improvizuje govor koji podržava stav sa kojim se ne slaže, njegovo mišljenje kreće se prema položaju koji se zagovara u govoru. Opažena promena mišljenja je veća nego kod osoba koje samo čuju govor ili kod osoba koje čitaju pripremljeni govor naglašavajući isključivo elokaciju i način saopštavanja. Autori ova dva eksperimenta objašnjavaju svoje rezultate uglavnom u smislu mentalne probe i razmišljanja o novim argumentima. U međuvremenu, oni predlažu, da osoba koja je prisiljena da improvizuje govor govori sama. U prilog tom objašnjenju autori su predočili neke dokaze, koji nisu u potpunosti konačni. 
Kelman je (1953) pokušao da dalje nastavi sa radom. Razmišljao je, ako je osoba primorana da kaže nešto što je suprotno njegovom mišljenju, a za šta bi dobio nagradu, onda bi trebalo da važi da što je veća nagrada, to je veća i mogućnost promene mišljenja. Međutim podaci do kojih je došao, nisu podržali ovu ideju. On je, prvenstveno, pronašao da ponuđena velika nagrada dovodi do manje promene mišljenja nego što izaziva manja nagrada. 
Zapravo, ovaj nalaz Kelmana je u skladu s teorijom koju ćemo predstaviti ispod, ali iz više razloga nije konačan.
Jedna od glavnih slabosti podataka je da nisu svi subjekti koji su učestvovali u eksperimentu jasno promenili svoje mišljenje kako bi dobili ponuđenu nagradu. Šta više, kao što se može očekivati, procenat ispitanika koji su se pridržavali svog mišljenja je povećan ukoliko je povećana ponuđena nagrada. Dakle, samim izborom ko je napravio i ko nije napravio neophodnu jasnu promenu i sa različitim procentima subjekata u različitim uslovima koji su uradili traženu promenu, ni tumačenje podataka ne može biti nedvosmisleno.
Festinger je 1957. predložio teoriju koja se tiče kognitivne disonance iz koje dolazi do niza izvođenja o promeni mišljenja nastalog nakon prisilnog usaglašavanja. U eksperimentu se razmatra osoba koja zastupa mišljenje "X", ali je, kao rezultat pritiska izvršenog na nju, javno izjavila da veruje u "ne X."
1. Ova osoba ima dve spoznaje koje, se psihički, ne uklapaju zajedno: jedna spoznaja je da on veruje u "X", i druga spoznaja gde je on javno izjavio je da veruje u "ne X." Ukoliko se ne uzimaju u obzir nikakvi drugi faktori osim njegovog privatnog mišljenja smatraju se, da ako on veruje u "X" da će i javno iznositi "X."

Dakle, spoznaja njegovog uverenja jeste disonantna s njegovom spoznajom u vezi s njegovom stvarnom javnom izjavom. 
1. Slično tome, saznanje da je rekao "ne X" je saglasno sa odgovarajućim kognitivnim elementima koji podrazumevaju razloge, pritiske, obećanje nagrada i / ili pretnje kazne koje su ga izazvale da kaže da veruje u "ne X".
2. Pri proceni ukupne veličine disonance, moraju se uzeti u obzir i disonance i saglasnosti. Hajde da kao "D" označimo zbir svih disonanci sa nekom posebnom spoznajom a kao "C" označimo zbir svih saglasnosti. Onda možemo razmišljati o ukupnoj veličini disonance kao o funkciji "D" podijeljeno sa "D" plus "C. Da vidimo šta se može reći o ukupnoj veličini disonance kod osobe koja je rekla "ne X" a stvarno veruje "X." Ako se sve ostalo drži konstantnim, ukupna veličina disonance bi se smanjila ukoliko bi se povećao broj pritisaka da kaže "ne X". Dakle, ukoliko je došlo do jasne promene usled, recimo, ponude nagrade ili pretnje kaznom, veličina disonance je maksimalna ako je obećana nagrada ili pretnja bila jedva dovoljna da podstakne osobu da kaže "ne X". Počevši od ove tačke, što je obećana nagrada ili prijetnja kaznom veća, magnituda disonance postaje manja.
3. Jedan način na koji disonanca može biti smanjena je da osoba promeni svoj mišljenje kako bi se dovela do slaganja sa onim što je rekla. Za očekivati je da se posmatra takva promena nakon što je osoba prisiljena ili izazvana da kaže nešto suprotno njegovom privatnom mišljenju. Nadalje, pošto pritisak na smanjenje disonance postaje funkcija veličine disonance, posmatrana jasna promena mišljenja treba da bude najveća kada je jedva dovoljan pritisak koji se koristi da se izazove jasna promena. Ovaj eksperiment je dizajniran da testira ovu izjavu pod kontrolisanim laboratorijskim uslovima. U eksperimentu smo menjali iznos nagrade koja se koristi za prisiljavanje lica da daju izjave koje su suprotne njihovom privatnom mišljenju. Predviđanje [gore navedeno pod 3 i 4] je da što je veća ponuđena nagrada to će dovesti do manje promene mišljenja.

## Procedura eksperimenta
U eksperimentu je učestvovao sedamdeset i jedan muški učenik koji pohađa uvodni kurs psihologije na Univerzitetu Stanford. Na ovom kursu, od studenata se traži da potroše određeni broj sati kao subjekti (Ss) u eksperimentima. Studenti biraju iz raspoloživih eksperimenata upisivanjem njihovih imena na listu koja je objavljena na oglasnoj tabli u kojoj se navodi priroda eksperimenta. Ovaj eksperiment je naveden kao dvočasovni eksperiment koji se bavi "Merama Performansi. " Tokom prve nedelje kursa, kada je zahtev za učestvovanje u eksperimentima najavljen i objašnjen učenicima instruktor im je takođe ispričao i o studiji koju je vodilo odeljenje za psihologiju. Objasnio je da obzirom da moraju učestvovati u eksperimentima, odeljenje sprovodi studiju za procenu ovih eksperimenata u cilju njihovih poboljšanja u budućnosti. Rečeno im je će deo studenta će biti intervjuisani nakon što budu služili kao Ss. Pozvani su da sarađuju u ovim intervjuima i da budu potpuno iskreni i pošteni. Važnost ovog oglasa uskoro će postati jasna. Ovo nam je omogućilo da izmerimo mišljenje naših Ss studenata u kontekstu u kom nisu direktno povezani sa našim eksperimentom i u okviru čega smo mogli očekivati da će dati iskrena i poštena mišljenja. Kada je subjekt S došao na eksperiment "Mere performansi" morao je da čeka nekoliko minuta u kancelariji sekretarice. Onda je ušao ispitivač (E), koji se predstavio subjektu S i zajedno su krenuli prema laboratorijskim prostorijama kada je E rekao: 
’’Ovaj eksperiment obično traje malo više od jednog sata ali, naravno, morali smo to zakazati za dva sata. Pošto imamo to dodatno vreme, ljudi koji se bave uvodnom psihologijom su pitali da li mogu intervjuisati neke naše subjekte. Da li su najavili to u razredu? Pretpostavljam da rade intervju sa nekim ljudima koji su učestvovali u eksperimentima. Ja ne znam mnogo o tome. U svakom slučaju, možda će želeti da sa tobom naprave intervju kad završiš ovde.’’
Bez daljeg uvoda ili objašnjenja subjektu S je prikazan prvi zadatak, koji se sastojao u tome da reda 12 kalema na poslužavnik, prazni i ponovo slaže kaleme na poslužavnik. Rečeno mu je koristi samo jednu ruku i da radi brzinom kojom hoće. Uradio je ovo pola sata. 
Zatim je subjekt E uklonio posudu sa kalemima i ispred subjekta S postavio tablu sa 48 kvadratnih klinova. Njegov zadatak je bio da svaki klin okrene za četvrtinu u smeru kazaljke na satu, a zatim ponovo za četvrtinu itd. Ponovo mu je rečeno da koristi jednu ruku I da radi po sopstvenoj brzini. Subjekt S je radio na tom zadatku za još pola sata.
Dok su radili na ovim zadacima, E je sedeo sa štopericom u ruci i živahno pravio zabeleške na listu papira. On je to činio da bi uverio S da je to što je on obavljao svrha eksperimenta. Sa naše tačke gledišta eksperiment tek što je započeo. Sat koji je S proveo radeći na ponavljajućim, monotonim zadacima je imao za cilj da obezbedi ravnomerno za svaki S iskustvo o kojem bi on imao neko negativno mišljenje.
Nakon što je prošlo pola sata na drugom zadatku, E je vidno postavio štopericu nazad na nulu, ostavo je, gurnuo stolicu nazad, zapalio cigaretu i rekao: 
OK. Pa, to je sve što imamo u eksperimentu. Hteo bih da objasnim o čemu se radi pa ćete imati neku predstavu o tome zašto to radite. [E pauzira.] Pa, način na koji je eksperiment postavljen je ovakav. Zapravo su dve grupe u eksperimentu. U jednu, grupu u kojoj ste vi bili, dovedemo subjekat i ne dajemo mu u suštini nikakav uvod u eksperiment. Sve što mu kažemo je samo ono što treba da zna da bi obavio zadatke, i on nema pojma o čemu je eksperiment, ili kako će izgledati, ili slično. Ali u drugoj grupi imamo studenta koga smo angažovali da redovno radi za nas, i ono što ja radim je da ga odvedem u drugu sobu gde je subjekt čeka - u istoj sobi u kojoj ste vi čekali pre – i upoznajem ga kao da je upravo završio kao subjekat u eksperimentu. 
To jest, kažem: "Ovo je taj i taj, koji je upravo završio eksperiment, i zamolio sam ga da vam ispriča malo o čemu se radi pre nego što počnete. "Tada subjekat koji radi za nas, u razgovoru s sledećim subjektom, prolazi kroz tri slučaja: [E je zatim izvadio list pod naslovom "Za Grupu B " na kom je pisalo: Bilo je vrlo prijatno, bilo mi je zabavno, uživao sam, bilo je vrlo zanimljivo, bilo je zanimljivo, bilo je uzbudljivo. E je to pokazao subjektu S, a zatim nastavio sa svojim lažnim objašnjenjem svrhe eksperimenta.] Sada, naravno, mi imamo ovog učenika koji to radi, jer ako eksperimentator to radi, ne izgleda realno, i ono što nas interesuje je upoređivanje kako ove dve grupe rade na eksperimentu - onaj koji ima prethodna očekivanja o eksperimentu, i drugi, kao i vi, sa suštinski nimalo očekivanja. Do ove tačke postupak je bio identičan za sve subjekte S u svim slučajevima. Od ove tačke na njima nešto se razlikovalo. Tri slučaja su bila nazvana, Kontrola, Jedan dolar i Dvadeset dolara, kao što sledi:
E je nastavio:
"Da li je to prilično jasno? [Pauzira] Vidi, onaj momak [gleda na sat] govorio sam vam o osobi koja se bavi uvodnom psihologijom i koja je rekla da će doći do sada. Da li biste mogli da čekate da vidite želi li da razgovara sa vama? Dobro. Zašto ne bismo ušli u drugu sobu za čekanje? [E je ostavio S u uredu sekretarice na četiri minuta. Zatim se vratio i rekao:] O.K. Hajde da proverimo i vidimo da li želi da razgovara sa tobom.
Slučaj od Jednog i od dvadeset dolara 
Da li je prilično jasno kako je postavljeno i šta smo pokušavali? [Pauzira.] Sada, takođe imam nešto čudno da te pitam. Stvar je u tome. [Duga pauza, neka zbunjenost i nesigurnost u nastavku, sa dozom sramote od strane E. Način na koji je E govorio je bio jako kontrastan sa prethodnim lažnim objašnjenjem eksperimenta. Poenta je bila da se S uveri da je ovo bio prvi put kada je E to učinio i da se oseća nesiguran u sebe.] Momak koji to obično radi za nas danas to nije mogao učiniti - upravo je nazvao i rekao da ima da obavi nešto drugo - tako da moramo pronaći nekoga drugog koga možemo angažovati da to uradi za nas. Vidite, imamo još jedan subjekat koji čeka [gleda na sat] i koji bi trebao biti u toj drugoj grupi. Sada profesor, koji je zadužen za ovaj eksperiment, je sugerisao da možda možemo da razmotrimo šansu da vi to uradite za nas. Reći ću vam šta smo mi imali na umu: stvar je,u tome da ako to možete učiniti za nas sada, naravno znaćete kako to da odradite, i ako se nešto ovako opet dogodi bilo bi jako dobro kada bismo imali nekoga u rezervi koga bismo mogli pozvati. Dakle, ako biste bili spremni raditi ovo za nas, želeli bismo da vas unajmimo da to uradite sada i da budete na raspolaganju ako se ovo ponovo desi. Možemo vam platiti dolar (dvadeset dolara) da to uradite za nas, to jest, dolar sada i onda po pozivu. Mislite li da to možete učiniti za nas? Ukoliko S okleva, E bi rekao stvari poput: "To će trajati samo nekoliko minuta, " Obično je osoba prilično pouzdana; ovo je prvi put da je propustio ", ili" Kad nam trebate zvali bismo vas dan dva unapred; ukoliko ste sprečeni da dođete, naravno, nećemo vas očekivati."
Nakon što se S složio da to uradi, E mu je dao prethodni list papira naslovljen "Za grupu B" i pitao ga da ga ponovo pročita. E je onda platio S jedan dolar (dvadeset dolara), zatim mu dao ručno napisanu priznanicu da je potpiše. Zatim je rekao:
O.K., način na koji ćemo to uraditi je ovo. Kao što sam rekao, sledeći subjekt bi trebao biti ovdje do sada. Mislim da je sledeća devojka. Odvešću vas u sledeću sobu da je upoznate i reći ćete da ste upravo završili eksperiment i da smo tražili od vas da joj kažete malo o tome. Ono što želimo da uradite je da samo sednete i uđete u razgovor sa njom i da pokušate da prođete kroz tačke navedene na tom listu papira. Ostaviću vas same i vratiti se posle par minuta. OK.?
Zatim je E ušao u sekretaričinu kancelariju u kojoj je ranije iščekivao i gde je sledeći S čekao. (Sekretarica je napustila kancelariju.) Upoznao je devojku i S jedne s drugima govoreći da je S upravo završio eksperiment i da će joj reći nešto o tome. Onda je otišao rekavši da se vraća za par minuta. 
Devojka, diplomac koju su angažovali za ovu ulogu, nije puno govorila ali je dok je S pominjao neke pozitivne delove eksperimenta rekla je da je iznenađena jer je njen prijatelj koji je bio deo eksperimenta pre nedelju dana rekao da je to dosadno i da se treba pokušati izvući. Većina subjekata S je odgovarala 
rekavši nešto poput "Oh, ne, stvarno je jako zanimljivo. Siguran sam da ćete uživati u tome. 
"Devojka je nakon što je tiho slušala, prihvatila I pristala na sve što joj je S rekao. Razgovor između njih je snimljen na skrivenom magnetofonu. Posle dva minuta E se vratio, pitao je devojku da uđe u eksperimentalnu sobu, zahvalio se S na razgovoru sa devojkom i upisao njegov broj telefona da bi nastavio igru. Možda će ga ponovo pozvati u budućnosti i onda rekao: "Vidi, možemo li da proverimo i vidimo da li je stigao čovek iz uvodne psihologije koji želi da razgovara sa tobom?" Od ove tačke, procedura za sva tri slučaja je ponovo identična. Kad su E i S počeli da hodaju do kancelarije gde je bio anketar, E je rekao: "Hvala mnogo na radu na tim zadacima za nas. Nadam se da ste uživali u njima. Većina naših subjekata nam kasnije kaže da im je bilo sasvim zanimljivo. Imate priliku da vidite kako ste
reagovali na zadatke i tako dalje. "Ova kratak ubeđivačka komunikacija je napravljena sa svima u svim uslovima na isti način. Razlog za to je što je, teoretski, trebalo olakšati svima koji su želeli veruju da su zadaci bili zaista ugodni. Kada su stigli u kancelariju u kojoj je trebao biti intervju, E je upitao anketara da li ili ne želi da razgovara sa S. Ispitivač je rekao da, E se rukovao sa S, rekao je zbogom, i ostavio ih. Anketar, je naravno, uvek bio u potpunom neznanju o poziciji u kojoj je S bio. Intervju se sastojao od četiri pitanja, od kojih je na svako S prvo podstaknut da razgovara o tome a zatim je traženo da oceni njegovo mišljenje ili reakciju na skali od 11 tačaka.
Pitanja su sledeća:
1. Da li su zadaci zanimljivi i prijatni? Na koji način? Na koji način nisu bili? Da li biste ocenili kako se osećate o njima na skali od - 5 do +5 gdje - 5 znači da su bili izuzetno dosadni i dosadni, +5 znači da su bili izuzetno interesantni i prijatni, i nula znači da su neutralni, ni interesantni niti neinteresantni.
2. Da li vam je eksperiment pružio priliku da saznate o svojoj sposobnosti za obavljanje ovih zadataka? Na koji način? Na koji način ne? Da li biste ocenili kako o tome se osećate na skali od 0 do 10, gde 0 znači da niste naučili ništa i 10 znači da ste naučili mnogo.
3. Od onoga što znate o eksperimentu i zadacima koji su uključeni u to, da li biste rekli da je eksperiment merio bilo šta važno? To jeste, da li rezultati mogu imati naučnu vrednost? Na koji način? Na koji način ne? Da li biste ocenili svoje mišljenje po ovom pitanju na skali od 0 do 10, gde je 0 znači rezultati nemaju naučne vrednosti i značaja 10 znači da imaju veliku vrednost i važnost.
4. Da li imate želju da učestvujete u drugim sličnim eksperimentima? Zašto? Zašto ne? Ocenite želju da učestvujete u sličnom eksperimentu opet na skali od - 5 do +5, gde - 5 znači definitivno ne biste da učestvujete, +5 znači definitivno želite da učestvujete, a 0 znači nemate nikakvog posebnog osećaja u vezi sa tim na bilo koji način.

Na kraju razgovora anketar bi pitao da li je subjekat S bio sumnjičav po pitanju bilo čega, i ako jeste šta je bilo sumnjivo. Subjekat S se potom vraća u sobu gde se odvija eksperiment I u kojoj se nalaze ispitivač I devojka. Potom se subjektu S objašnjava prava svrha eksperimenta I subjekti se pitaju da li bi vratili dobijeni novac. Svi S su bez izuzetka pristajali da vrate novac. 
Podaci za od S u eksperimentu su morali biti odbačeni iz sledećih razloga:
1. Pet S (tri u Jednom dolaru i dva u slučaju dvadeset dolara) naveli su u intervjuu da su sumnjali da su plaćeni da kažu devojci da je eksperiment bio zabavan i sumnjali su da je to bila prava svrha eksperimenta.
2. Dva S (oba u slučaju jednog dolara) su rekli devojci da su angažovani i da bi joj trebali reći da je eksperiment zabavan iako je u stvari dosadan.
3. Tri S (jedan u jednom dolaru i dva u slučaju dvadeset dolara) su odbili da uzmu novac I da budu angažovani.
4. Jedan S (u slučaju jednog dolara) odmah nakon razgovora sa devojkom, zatražio je njen broj telefona govoreći da će je nazvati i objasniti joj stvari, i takođe je rekao je E da želi da sačeka dok ona završi, tako da joj može sve reći.

Svih 11 su prošli kroz celokupan eksperiment, ali njihovi rezultati nisu uključeni u analizu. 
Ostalo je 20 slučajeva za analizu. Dakle kod slučaja kontrole subjekti su prolazili kroz eksperiment ali im nikada nije traženo da razgovaraju sa devojkom niti im je nuđena nagrada. Slučaj jednog dolara- grupi je nuđeno da za jedan dolar uvere devojku da su zadaci koji su u stvarnosti dosadni jako zanimljivi I zabavni. U trećem slučaju su subjektima nudili 20 dolara za istu stvar.

## Rezultati
Glavni rezultati eksperimenta su rezimirani u Tabeli 1, koja navodi, posebno za svaki od tri eksperimentalna slučaja, prosečnu ocena koju su S dali na kraju svakog pitanja na intervjuu. U svim poređenjima, slučaj kontrole treba posmatrati kao osnovnu liniju za procenu rezultata u druga dva slučaja. Slučaj “Kontrole” nam daje, u suštini, reakcije subjekata S na zadatke i njihova mišljenja o eksperimentu koji im je lažno objašnjen, bez eksperimentalnog uvođenja disonance. Podaci iz drugih uslova mogu se posmatrati, u određenom smislu, kao promene iz ove osnovne linije.
| Deo koji je ocenjivan                      | Jedan dolar | Dvadeset dolara | Vrednost t |
| ------------------------------------------ | ----------- | --------------- | ---------- |
| Sadržaj pre primedbe devojke (od 0 do 5)   | 2.26        | 2.62            | 1.08       |
| Sadržaj posle primedbe devojke (od 0 do 5) | 1.63        | 1.75            | 0.11       |
| Sveukupan sadržaj (od 0 do 5)              | 1.89        | 2.19            | 1.08       |
| Ubeđivanje i uverljivost(od 0 do 10)       | 4.79        | 5.50            | 0.99       |
| Vreme provedeno na temi (od 0 do 10)       | 6.74        | 8.19            | 1.80       |

## Naučna važnost eksperimenta
Ovo pitanje je uključeno zato što postoji šansa da se mogu pojaviti razlike. Uostalom, postoje i drugi načini na kojima eksperimentalno stvorena disonanca može biti smanjena. Na primer, jedan način bi bio za S da uvećava sebi vrednost dobijene nagrade. Međutim, to je bilo malo verovatno u ovom eksperimentu jer je novac bio korišten za nagradu i nesumnjivo je teško ubediti sebe da jedan dolar vredi više nego što je stvarno. Međutim postoji i drugi mogući način. Subjektima S je dat vrlo dobar razlog, pored plaćanja, da devojci koja čeka kažu šta su uradili. Subjektima S su rekli da je to neophodno za eksperiment. Zbog toga, disonanca bi mogla biti smanjena uvećanjem značaja ovoga saznanja. Što su više smatrali da je eksperiment naučno važan to je bila manja ukupna veličina disonance. Onda je moguće da se rezultati po ovom pitanju, prikazani u trećem redu brojeva u tabeli 1, mogu odraziti na smanjenje disonance. Rezultati su slabo usklađeni sa onim što bi se očekivalo da je disonanca donekle smanjena na ovaj način. Slučaj jednog dolara je veći od druga dva. Razlika između slučaja Jednog i Dvadeset dolara dostiže 08. nivo relevantnosti na dvostrukom testu (t = 1.79). Razlika između slučaja jednog dolara i kontrole uopšte nije impresivna (t = 1,21). Rezultat da je slučaj dvadeset dolara zapravo niži od slučaja kontrole je nesumnjivo pitanje slučaja (t = 0,58).

## Diskusija o mogućem alternativnom objašnjenu
U uvodu smo pomenuli da su Janis i King (1954; 1956) u objašnjavanju njihovih nalaza predložili objašnjenje u smislu samouveravajućeg efekta mentalne probe i razmišljanja o novim argumentima od strane osobe koja je morala improvizovati govor. Kelman (1953), u prethodno pomenutoj studiji, pokušavajući da objasni neočekivan nalaz da su osobe koje su dobile manje nagrade promenile mišljenje više nego u uslovima visoke nagrade, takođe predložio isto objašnjenje. Ako se rezultati našeg eksperimenta trebaju uzeti kao snažna potvrda teorije kognitivnih disonanci, ovo moguće alternativno objašnjenje mora biti rešeno.
Konkretno, kako se primenjuje na rezultate, ovo alternativno alternativno objašnjenje bi moglo da se održi da je možda, iz nekog razloga, S u slučajevima jednog dolara radili više da ubede devojku koja je čekala, da su zadaci zabavni i prijatni. To jest, u slučaju jednog dolara, možda su vežbali više mentalno, I smislili više načina da to kažu, možda su to rekli ubedljivije i tako dalje. Zašto bi to mogao biti slučaj, naravno, nije odmah očigledno. Može se očekivati da će, u slučaju dvadeset dolara, biti plaćeni više, i pokušati da obave bolji posao nego u slučaju jednog dolara. Ali, ipak, postoji mogućnost da su S u slučajevima jednog dolara možda improvizovali više.
Zbog poželjnosti istraživanja ovog mogućeg alternativnog objašnjenja, snimljen je razgovor na magnetofon između svakog S i devojke. Ovi snimci su transkribovani, a zatim su ocenjeni od strane dva nezavisna ocenjivača po pet procena. Ocene su, naravno, obavljene u ignorisanju stanja u kojima se svaki S nalazio. 
Pet ocena su:
1. Sadržaj onoga što je rekao S pre nego što je devojka napravila je primedbu da joj je njen prijatelj rekao

da su dosadna. Što su S davali snažnije pozitivne izjave o zadacima i više načina na koje su rekli da su zanimljivi i prijatni, to je veća ocena.
1. Sadržaj onoga što je rekao S nakon što je devojka napravila pomenutu napomenu. Ovo je ocenjeno na isti način kao i za sadržaj pre primedbe.
2. Slična ocena prekomernog sadržaja onoga što je rekao S.
3. Ocena kako je ubedljiv i uverljiv S bio u onome što je rekao i način na koji je to rekao.
4. Ocena količine vremena u diskusiji koju su proveli u raspravi o zadacima, a ne na raspravu o nebitnim stvarima. Prosečna ocena za slučaj jednog dolara i dvadeset dolara, u kojoj procenjuju dva nezavisna ocenjivača, prikazana je u tabeli 2. Iz pregledanja tabele jasno je da je u svim slučajevima slučaj dvadeset dolara malo veći. Međutim, razlike su male, a samo na oceni "količine vremena" razlika između ova dva uslova čak i ima i značaj. Sasvim je opravdano zaključiti da se S u slučaju jednog dolara nije više improvizovao niti ponašao ubedljivije. Dakle, alternativno objašnjenje koje je gore razmotreno ne može da prikaže rezultate.

## Rezime
Festinger je 1957. predložio teoriju koja se tiče kognitivne disonance. Ovde su testirana dva izvoda iz ove teorije. To su: 
1. Ako se osoba indukuje da radi ili kaže nešto što je u suprotnosti sa njegovim privatnim mišljenjem, biće tendencija da on promeni svoje mišljenje kako bi ga uskladio sa onim što je učinio ili rekao.
2. Što je veći pritisak koji se koristi za izazivanje otvorenog ponašanja (iznad minimuma potrebnog da se proizvede), slabija će biti gore navedena tendencija. Laboratorijski eksperiment je dizajniran da testira ova odstupanja. Subjekti su bili izloženi dosadnom iskustvu i potom su plaćeni da kažu nekome da je to iskustvo bilo zanimljivo i ugodno. Visina novca koju je subjekt dobio je varirala. Zatim su utvrđena privatna mišljenja subjekata koji se tiču iskustava. Rezultati snažno potkrepljuju teoriju koja je testirana.[3][4][5][6]

## Primeri kognitivne disonance

### Pušenje cigareta
Dve činjenice koje su protivrečne:
“Ja pušim cigare” “Pušenje cigareta je nezdravo”
Šta ljudi rade kada se stvori osećaj kognitivne disonance?
Kognitivna disonanca je mentalni konflikt koji ljudi iskušavaju kad su suočeni s činjenicom da su njihova verovanja ili pretpostavke pogrešne. Pušenje se često smatra najboljim primerom kognitivne disonance.
Zašto? Zato što je opšte poznato da cigarete uzrokuju rak pluća, dok istovremeno pušači, kao i ostali ljudi, žele živeti dugo i biti zdravi. Očigledno je odakle proizlazi disonanca u ovom slučaju. Postoji nekoliko načina na koje pušači pokušavaju da rese svoju disonancu: 
1. Promena verovanja ili mišljenja (npr. "Pušenje u stvari i nije toliko loše").
2. Promena ponašanja (npr. " Odustajem od pušenja").
3. Dodavanje još jednog uverenja ili mišljenja (npr. " Ali ja jedem puno zdrave hrane" ).
4. Smanjenje važnosti (npr. " Ја volim da pušim, bas me briga za zdravstvene posledice" ).

### Dijeta
Još jedan primer koji je često prisutan životima ljudi i koji smo svi vrlo verovatno nekada doživljavaju je primer disonance u držanju dijete. Postoji nekoliko načina na koje osobe koje drže dijetu pokušavaju da reše svoju disonancu:
1. Uverili ste se da nikada niste bili posvećeni dijeti (npr. “Nikada neću uspeti da smršam”)
2. Prestaćete da jedete kolače sledeće nedelje (npr. “Evo prava dijeta počinje od sledeće nedelje”)
3. Uverili ste sebe da su ti kolači zaista zdravi i da dijetu niste pravilo držali (npr. “Ovaj kolac ima crnu čokoladu i zdrav je”)
4. Promena – (npr. “Ja jedem ove kolačiće i u tome nema ništa lose”)[7]

## Kritički osvrt na eksperiment
Teorija kognitivne disonance je vise kritikovana od strane onih koji zastupaju bihevioristički pristup nego kognitivan pristup. Oni podržavaju teoriju koja ističe da je stav odraz ponašanja. Po njihovom mišljenju nema potrebe ni za kakvom teorijom koja bi smanjila osećaj kognitivne disonance.
U skorije vreme, naučnici su shvatili da su obe teorije podjednako važne (Fazio, Zanna, & Cooper, 1977).